# Rosa-Luxemburg-Straße (Berlin)

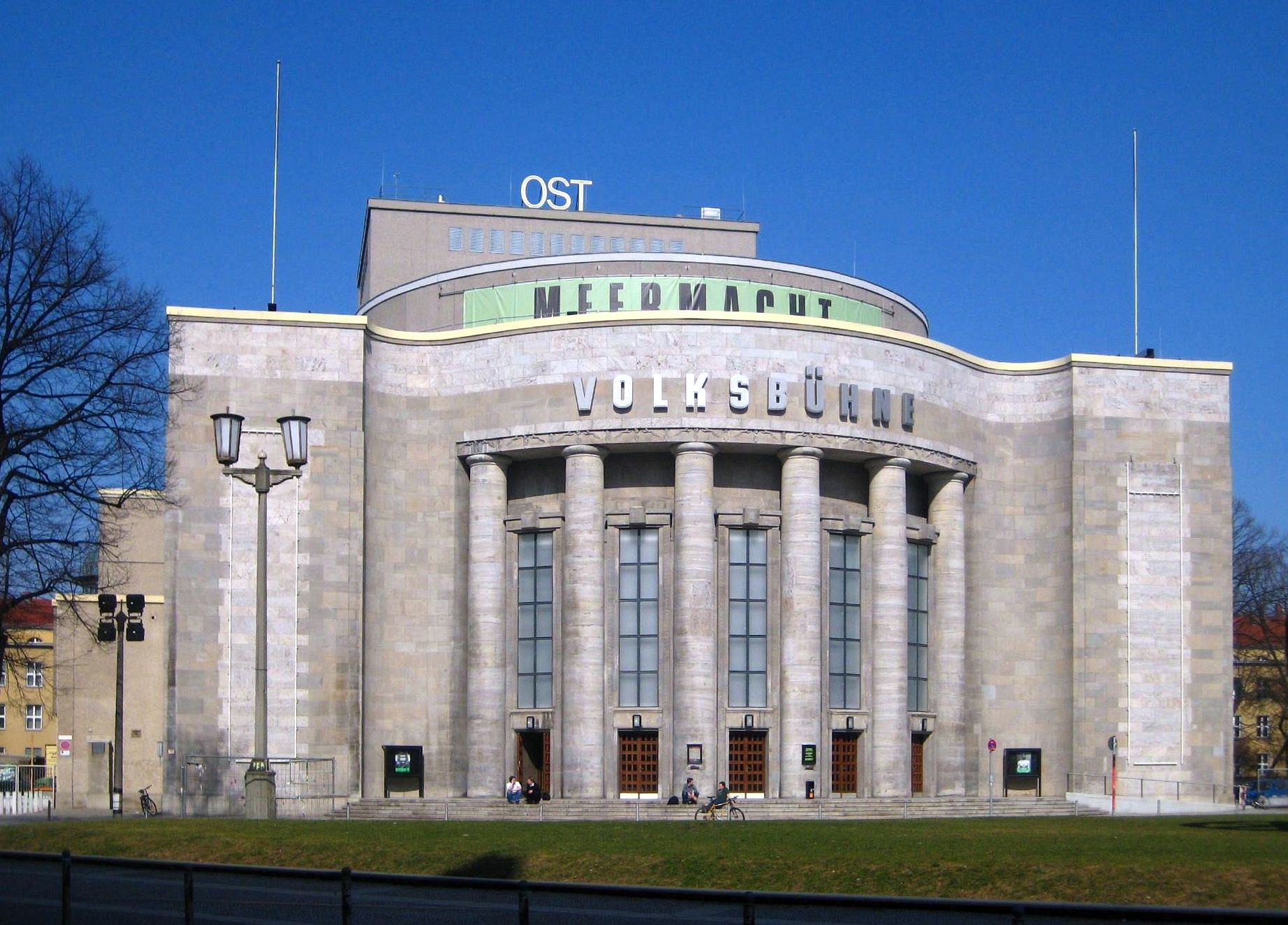
Volksbühne (2010)

Rosa-Luxemburg-Straße (pol. Ulica Róży Luksemburg) – ulica w berlińskiej dzielnicy Mitte. Została nazwana na cześć Róży Luksemburg, działaczki polskiego i niemieckiego ruchu robotniczego.
Południowa część ulicy nosiła nazwy Kaiser-Wilhelm-Straße (1887-1947) oraz Liebknechtsraße (1947-1969), a północna Zweite Scheunengasse (ok. 1700-1860), Amalienstraße (1860-1910) oraz Hankestraße (1910-1969). Obecna nazwa obowiązuje od 1969 roku, kiedy Liebknechtstraße podzielono na Karl-Liebknecht-Straße i Rosa-Luxemburg-Straße.
Przy Rosa-Luxemburg-Straße znajduje się między innymi Kino Babylon oraz teatr Volksbühne (Scena Ludowa).